# フォラール

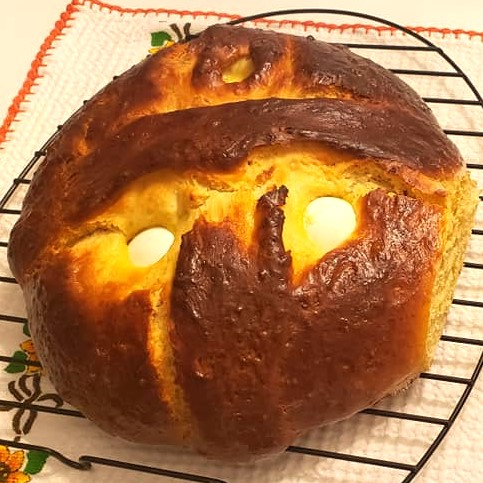
フォラール・デ・パシュコアの例

フォラール（ポルトガル語: folar）はポルトガルのパンの一種。イースターの食卓には欠かせないパンである。
アニスやオレンジで香りづけしたブリオッシュ生地にゆで卵を乗せて焼き上げる。ゆで卵は再度加熱されることで堅くなってしまうため、食べる人もいれば食べない人もいる。こういったゆで卵入りのフォラールをフォラール・デ・パシュコア（folar de Páscoa）とも呼ぶ。
ポルトガル北部（ノルテ）では、イースターに食されるのはパン・デ・ローが多く、それ以外の地域ではフォラールを食べることが多い。また、ポルトガル北部のトラズ・オズ・モンテスでは、仔牛肉、豚肉、鶏肉などが入ったフォラールも作られている。